# A megváltás elmarad
A megváltás elmarad Pintér Tamás elbeszéléskötete, amely 1977-ben jelent meg a Szépirodalmi Könyvkiadó gondozásában 4850 példányban. Tizenhárom elbeszélés van benne.
A fülszövegben így ír magáról az íróː „Tizenegyedik esztendeje hűségesen az Élet és Irodalom szerkesztőségéhez tartozom, ez a táv pedig manapság a házasságokban is egészen jó teljesítménynek számít. Azt hiszem, egészséges vagyok, viszonylag teljesen egészséges idegzettel vészeltem át mindent, de gyakran még álmomban is kéziratokat olvasok vagy friss nyomdai oldalakat javítok. (...) Általában minden rendben van körülöttem. A megváltásomat nem várom senkitől.”

## Elbeszélések
- Űrhajó a kertben – Albert, az idős férfi űrhajót talál egyik reggel a kertjében. A környezetében élők nem hiszik el, hogy nem ő készítette, ezért vérmérsékletüknek megfelelően fogadják a szerkezetet, valaki feljelenti, valaki hasonlókat szeretne építeni, hogy kiadja őket, a hatóságok pedig eljárásokkal fenyegetik. Az öregember újra és újra megalázó helyzetbe kerül, és dühét végül ártatlan feleségén vezeti le. Az űrhajó pedig, ahogy jött, úgy tűnik el a kertből.[2] Az elbeszélés a Nők Lapja 1973. október 12-ei és 19-ei számában jelent meg. A szerző később kisregénnyé bővítette az írást, amely Fagyosszentek ideje címmel 1980-ban jelent meg a Kozmosz Könyvek sorozatban.[3]
- A védelem közvetett érvei – Egy idős embert hallgatnak ki a rendőrségen, aki betörte egy órásbolt kirakatát. A férfi nem tagad, és azt állítja, nem tudja miért cselekedett így. A kérdésekre elmondja a garázdaság előtt történteket, azt a napot, amely az utolsó volt a munkahelyén. Közvetve kiderül, hogy az órák a múló idő anyagi formáiként jelentek meg előtte, a kirakat betörése pedig egyfajta gyenge, értelmetlen lázadás volt az elmúlás ellen.[4] Először az Élet és Irodalom közölte 1975. február 1-jén.[5] Szerepelt az 1975-ös Brigádpanoráma című kötetben is.[6]
- Hét nő és egy zongorista – [7]
- Olyan, mint a macska – Az öregember a végrendeletét írja, amikor meglátogatja az unokája. A fiú elejtett szavaiból megtudja, hogyan beszélnek róla a gyerek szüle.[8] Az Élet és Irodalom 1967. július 8-ai számában jelent meg.[9]
- A panaszos – Polgár Antal panaszt akar tenni a hivatalban. A férfi a barátságtalan őr, a félrevezető jelzések és a nem működő liftek ellenére eljut az irodába, amelyben egy hang utasításaira el kell mondania panaszát. A gép ugyanazokkal a lózungokkal válaszol, amelyek az újságokban olvashatók.[10] Először az Élet és Irodalom 1972. március 4-ei számában jelent meg.[11] 1974. augusztus 5-én rádiónovellaként is elhangzott.[6]
- Egyenes adás – [12]
- Fogság – Magdát, Őri Pál kommunista mártír özvegyét felkeresi a közeli iskola igazgatónője és egyik tanárnője, aki Őriről akarja írni disszertációját. A látogatók meghívják az özvegyet az iskolai évzáróra. Magda megpróbálja kihúzni magát, mert már régen túllépett egykori, rövid ideig tartó kapcsolatán, de ezt nem meri bevallani. Végül kénytelen elfogadni a meghívást.[13] Először a Kortárs 1969. júliusi számában, majd a Táncsics-kiadó 1971-es Nők Könyvespolca című antológiájában jelent meg.[14] A novellát vizsgafilm-témának megvásárolta a Színház- és Filmművészeti Főiskola.[15]
- Az idézés – A főhős rendőrségi idézést kap. Töprengeni kezd, hogy miért hívathatják be a kapitányságra. Ahogy kutat az emlékei között, csupa olyan „bűn” jut az eszébe, amelyek elkövetése a szocializmus mindennapjaihoz tartoztakː könyv küldése a disszidens testvérnek, kéz alatt vásárolt takaró, negatív megjegyzés a rendőrökről. Az elbeszélés nem ad választ az idézés okára. A novella az Alföld című folyóirat 1967. decemberi számában Üdvöz légy, ártatlanság címmel látott napvilágot.[16][17]
- Pozitív halál – Iza, a színésznő fáradtan, életuntan próbálja eljátszani a rendező által elvárt pozitív halált. Szeretne ellenállni, mert értelmetlennek találja a rendező elképzeléseit, de a sikeres férfi elnyomja, ráerőszakolja az akaratát, abbahagyni a forgatást pedig nincs bátorsága.[18] Az elbeszélés először a Népszabadságban jelent meg 1973. március 25-én.[19]
- Temetési beosztás – [20]
- A játékbabák arca szomorú – szólt a smasszer – [21]
- Az első egér – [22]
- A megváltás elmarad – [23]

## Fogadtatása
A Kritika című folyóiratban megjelent recenzió szerint a kötet „legjobb novelláiban (A megváltás elmarad, Hét nő és egy zongorista, Űrhajó a kertben, Fogság) jól komponált, dialógusainak, jelzésszerű leírásainak feszültségét ritmusosan oldja-fokozza. Erénye, ahogyan hőseinek vágyott és kényszerű szerepeit váltogatva, a felszín mozgalmassága mögött az emberi kapcsolatok hiányára, a magányosságra figyeltet.”
A Tolna megyei Népújságban Csányi László ezt írtaː„Pintér Tamás nem epikus alkat, legalábbis eddigi munkássága alapján a kis formák mestere, aki néhány oldalba sorsokat tud sűríteni, meggyőzően, vibrálóan friss stiláris eszközökkel. Mai szépprózánk határozott arcélű, jelentős egyénisége, akit új könyve után legjobb elbeszélőink között kell számon tartanunk.”